# Popovice u Rajhradu
Popovice (deutsch Popowitz, früher Poppowitz) ist eine Gemeinde in Tschechien. Sie liegt zehn Kilometer südlich des Stadtzentrums von Brno und gehört zum Okres Brno-venkov.

## Geographie
Popovice befindet sich in der Thaya-Schwarza-Talsenke. Das Dorf liegt westlich der Mündung der Bobrava in die Svratka. Südlich erstreckt sich die Rajhradská bažantnice (Popowitzer Wald). Westlich verläuft die Bahnstrecke Břeclav–Brno, an der die Bahnstation Popovice u Rajhradu liegt. Gleichfalls westlich führt die Schnellstraße R 52/E 461 vorbei, von der Abfahrt 9 führt eine Straße nach Popovice.
Nachbarorte sind Modřice im Norden, Chrlice im Nordosten, Rebešovice im Osten, Rajhradice im Südosten, Loučka, Čeladice und Rajhrad im Süden, Syrovice im Südwesten, Ořechov und Hajany im Westen sowie Želešice im Nordwesten.

## Geschichte
Die erste schriftliche Erwähnung des Dorfes Popowici erfolgte im Jahre 1045 in einer Schenkungsurkunde zur Gründung eines Klosters durch das Stift Břevnov. In der Gründungsurkunde des Klosters Rajhrad von 1048 wurde Popovice neben Rajhrad, Rajhradice, Loučka, Opatovice, Ořechov und Domašov als klösterlicher Besitz aufgeführt.
Nach der Aufhebung der Patrimonialherrschaften bildete Popovice ab 1850 eine Gemeinde in der Bezirkshauptmannschaft Hustopeče. 1948 wurde die Gemeinde dem Okres Židlochovice zugeordnet. Nach dessen Aufhebung kam Popovice zum Okres Brno-venkov.

## Gemeindegliederung
Für die Gemeinde Popovice sind keine Ortsteile ausgewiesen.

## Sehenswürdigkeiten
- Kapelle am Dorfplatz
- Abtei Rajhrad, südlich des Dorfes